# Episodi de La famiglia della giungla (quarta stagione)
Questa voce riassume la quarta stagione della serie animata La famiglia della giungla, trasmessa dal 18 agosto 2001 al 21 ottobre 2001 dall'emittente televisiva statunitense Nickelodeon.

## Episodi
1. The Origin of Donnie (1) (8/18/2001)
2. The Origin of Donnie (2) (8/18/2001)
3. The Origin of Donnie (3) (8/18/2001)
4. The Origin of Donnie (4) (8/18/2001)
5. The Trouble With Darwin  (10/31/2001)
6. Hot Air  (6/1/2002)